# Blatte australienne
Periplaneta australasiae
Espèce
La blatte australienne (Periplaneta australasiae) est une espèce de blattes cosmopolites de la famille des Blattidae appartenant à l'ordre des Blattodea (Blattaria). Il s'agit d'un insecte qui est considéré comme nuisible à cause de ses interactions avec l'homme.

## Description

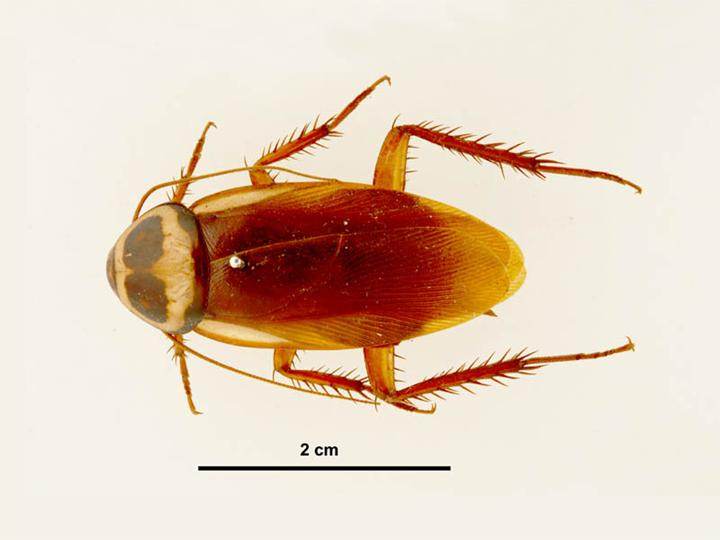
Vue dorsale de la blatte australienne

L'adulte mesure entre 23 et 35 mm. Cette blatte est de couleur brune. Son pronotum est foncé avec un motif contrastant jaune avec une tache noire en son centre. La marge du haut des ailes antérieures (tegmines) a une coloration jaunâtre. La femelle est légèrement plus robuste que le mâle.
Elle est très similaire en apparence à la blatte américaine (Periplaneta americana) et elles peuvent être confondues. La blatte australienne est toutefois de taille légèrement inférieure.

## Reproduction et développement
Ces insectes ont un développement hémimétabole qui se déroule en trois étapes principales : l'œuf, la nymphe et l'adulte. La nymphe est relativement similaire à l'adulte. Elle est cependant plus petite, ses ailes ne sont pas développées et ses organes sexuels ne sont pas encore à maturité. Au cours de sa croissance, elles ressembleront de plus en plus à l'adulte et c'est à leur dernière mue, que les ailes finissent par se déployer complètement (chez les espèces à longues ailes).
Une fois fécondée, la femelle produit une oothèque à l'intérieur de son abdomen. L'oothèque est placée dans une zone abritée et les nymphes en émergent après une quarantaine de jours. Ils complètent leur développement en 1 an.
Au cours de sa vie, la femelle peut pondre 20 à 30 oothèques et chacune d'elles peut contenir jusqu'à 16 œufs. Les adultes ont une longévité de près de 240 jours.

## Répartition et habitat
Malgré son nom, cette blatte est une espèce cosmopolite et elle a été introduite en Australie. Elle est probablement originaire d'Afrique. Cette espèce préfère les climats chauds et ses habitats sont semblables à la blatte américaine (Periplaneta americana). Les deux espèces peuvent coexister dans les mêmes endroits. À l'extérieur, cette blatte se retrouve sous les écorces, sous des piles de journaux, dans la végétation en décomposition et dans d'autres milieux qui peuvent garder l'humidité.

## Alimentation
La blatte australienne est omnivore. À l'extérieur, ils vont se nourrir de décomposition de la matière animale et végétale. À l'intérieur des habitations, elles apprécient les aliments sucrés, les graisses et la viande. Elle est également connue pour manger les cheveux, les chaussures en cuir, des insectes morts, les rognures d'ongles, des reliures de livres et du papier.

## Méthodes de lutte

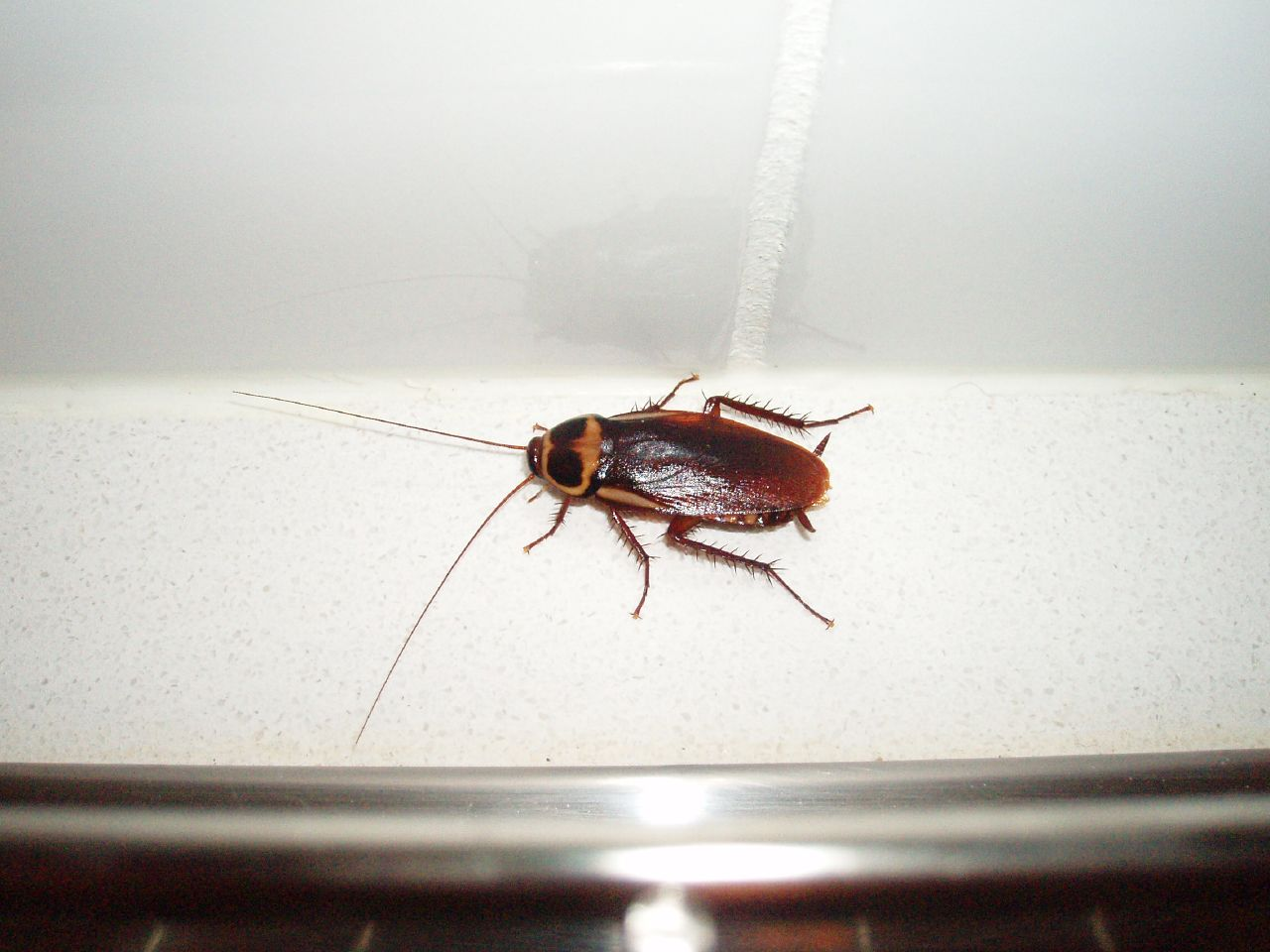
Blatte australienne

Une infestation de blatte australienne peut être difficile à contrôler. Pour être en mesure de gérer les populations, la méthode utilisée doit être soutenue et systématique; la survie de quelques femelles ou oothèques est assez pour régénérer une nouvelle population.
On retrouve deux principaux moyens de lutte contre la blatte orientale. La première est une méthode non chimique qui consiste à attraper ou aspirer les blattes pour réduire l'infestation. On peut également ajouter un traitement par congélation, par surchauffage ou encore par vapeur à l'aide d'un gaz non toxique. Certaines de ces techniques nécessitent un équipement spécialisé et doivent être réalisées par des spécialistes en extermination.
La seconde méthode est l'utilisation de produits chimiques. Plusieurs types d'insecticides sont commercialisés pour tuer la blatte orientale. Ils peuvent être appliqués par aérosol, en appât et en granules dans les fissures et les crevasses ou encore à l'intérieur d'une trappe.

## Risque sanitaire pour l'homme
Chez les blattes, la texture de la cuticule est idéale pour la fixation des germes et on retrouve également la présence de ces pathogènes dans leur intestin. Ces insectes se promènent sur le sol, cherchant un accès à de la nourriture ou encore à de la chaleur. Lorsqu'ils entrent en contact avec des aliments, ces pathogènes sont déposés directement ou encore indirectement, par le contact avec les excréments de l'animal. La consommation de ces aliments infectés peut provoquer des gastroentérites, de la diarrhée et autres types d'infections intestinales.